# Oberzeuzheim
Oberzeuzheim ist ein Stadtteil von Hadamar im mittelhessischen Landkreis Limburg-Weilburg.

## Geografische Lage
Der Ort liegt im Nordwesten des Limburger Beckens am Südrand des Westerwaldes. Westlich des Ortskerns wird Oberzeuzheim von der Bundesstraße 54 durchschnitten. Weiter westlich, außerhalb des Orts, fließt der Elbbach in weiten Schleifen von Norden nach Süden. Südlich von Oberzeuzheim fließt der deutlich kleinere Oderbach nach Westen. Nordöstlich des Orts erhebt sich das Heidenhäuschen 398 Meter hoch; sein Gipfel liegt jedoch auf dem Gebiet des Nachbarorts Hangenmeilingen. Der Ort selbst erstreckt sich über eine Höhe von 190 bis 220 Meter über NHN.
Die Oberzeuzheimer Gemarkung ist grob dreieckig geformt, mit der Spitze nach Süden. Im Nordosten grenzt sie an die Gemarkung des Dornburger Ortsteils Thalheim, darauf folgen im Uhrzeigersinn an die Elbtaler Ortsteile Heuchelheim und Hangenmeilingen sowie den Waldbrunner Ortsteil Ellar. Im Osten und Südosten folgen die Hadamarer Stadtteile Steinbach, Oberweyer, Niederweyer, im Südwesten die Kernstadt Hadamar und im Westen das ebenfalls zu Hadamar gehörende Niederzeuzheim. Das Gelände fällt nach Süden hin zu einem Bachlauf auf bis zu 170 Meter ab. Darauf folgt nach Norden eine vergleichsweise ebene Geländestufe, auf der ein Großteil Oberzeuzheims, darunter der alte Dorfkern, liegt. Nach Nordwesten fällt die Geländestufe zum dort deutlich eingeschnittenen Elbtal stark ab, während sie nach Nordwesten in Richtung des Heidenhäuschens allmählich ansteigt. Die Gemarkung besteht mehrheitlich aus Landwirtschaftsfläche, ein deutlich kleinerer Teil im Norden und Nordosten ist vom Wald um das Heidenhäuschen bedeckt, bei dem es sich größtenteils um ein Naturschutzgebiet handelt. Im Nordwesten befindet sich die Aue des Elbbachs.

## Geschichte

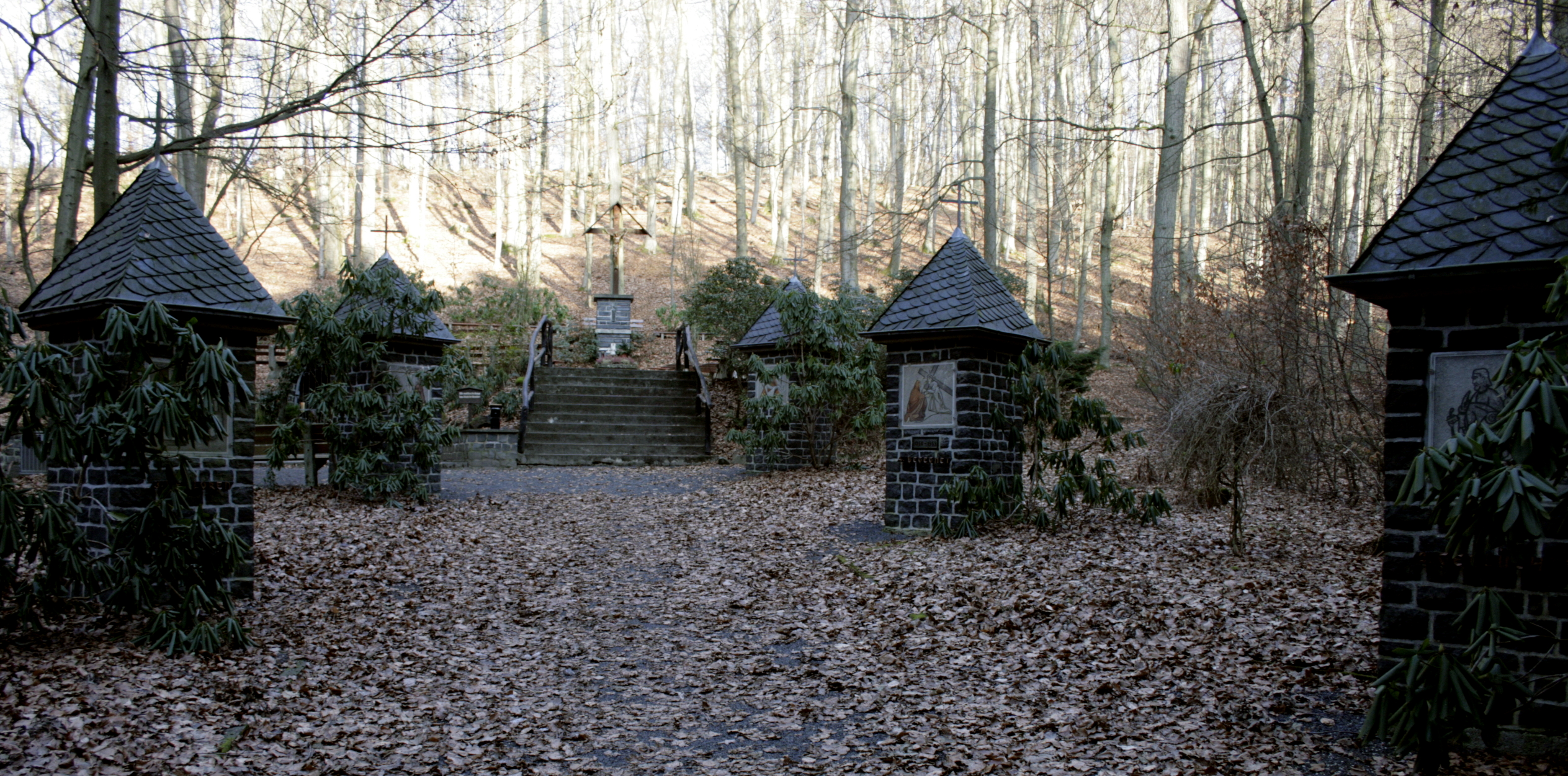
Wallfahrtsstätte „Sieben Schmerzen – Sieben Freuden“

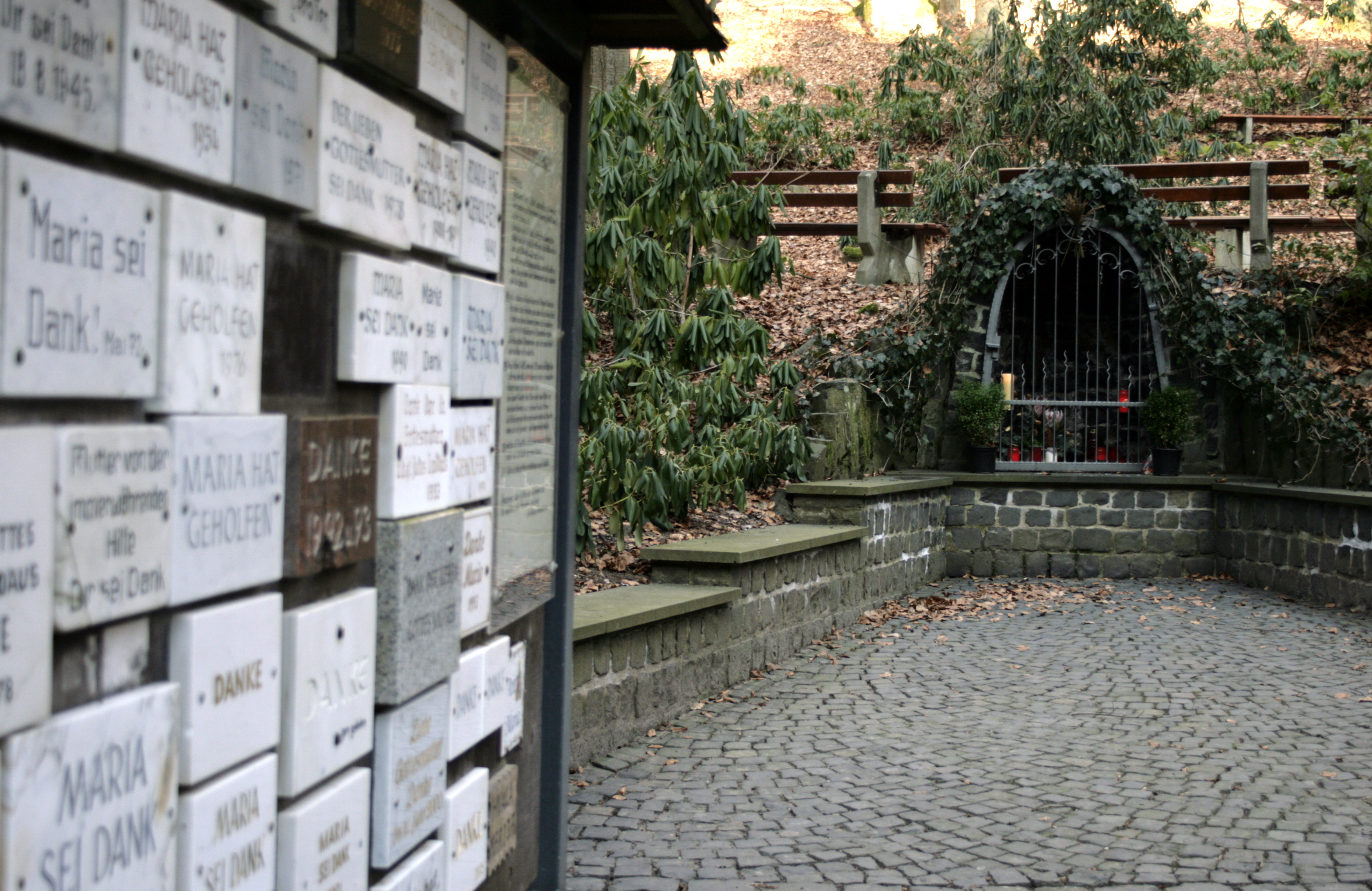
Brunnengrotte der Wallfahrtsstätte

### Ortsgeschichte
Die älteste bekannte schriftliche Erwähnung von Oberzeuzheim erfolgte unter dem Namen Zubetesheim in einer Urkunde des Reichsklosters Fulda und wird in den Zeitraum der Jahre 780 bis 802 datiert. Einer im Wald nördlich des Dorfes gelegenen Quelle wurden Heilkräfte zugesprochen, was sie zum Ziel von Wallfahrten machte. Zuerst betrieben die Zisterzienser der Abtei Marienstatt im 14. Jahrhundert Wallfahrten zu der Quelle. Sie ließen einen Bildstock für die Muttergottes über der Quelle errichten. Im Jahr 1885 ließen Angehörige des Priesters Ferdinand Heep sieben Bildstöcke vor der inzwischen als „Sieben Schmerzen – Sieben Freuden“ bekannten Quelle errichten. Im Jahr 1919 übernahmen die Franziskaner (OFM), die zu dieser Zeit auch die Seelsorge in Oberzeuzheim aufnahmen, die Betreuung der Wallfahrtsstätte. Im Jahr 1969 leiteten sie auch die Neugestaltung der Anlage. Dabei wurden die heute noch vorhandenen sechs Bildstöcke (gestaltet von dem Diezer Künstler Ernst Thrun) und die Kanzel auf dem oberen Plateau der Stätte errichtet. Im Jahr 1981 bekam die Quelle eine neue Einfassung mit einer Mariengrotte. Im Jahr 1988 wurde der untere Teil der Anlage um die Quelle saniert.
Hinweise auf eine Wassermühle am Elbbach finden sich bereits aus der Zeit nach dem Dreißigjährigen Krieg. So geschah im Jahr 1689 im Wald bei Obertiefenbach der Mord an dem Müllergesellen „Hirse-Fritz“, der von einer Hirsemühle kam.
Hessische Gebietsreform (1970–1977)
Zum 31. Dezember 1971 wurde im Zuge der Gebietsreform in Hessen die bis dahin selbständige Gemeinde Oberzeuzheim in die neugebildete Stadt Hadamar eingegliedert. Die ehemalig selbständigen Gemeinden Hadamar, Niederweyer, Niederzeuzheim, Oberweyer, Oberzeuzheim und Steinbach bildeten die neue Stadtgemeinde Hadamar. Der Sitz der Gemeindeverwaltung wurde Hadamar.
Für diese ehemaligen Gemeinden wurde je ein Ortsbezirk gebildet.

### Verwaltungsgeschichte im Überblick
Die folgende Liste zeigt die Staaten und Verwaltungseinheiten, denen Oberzeuzheim angehört(e):
- vor 1711: Heiliges Römisches Reich, Fürstentum Nassau-Hadamar, Amt Hadamar
- 1717–1743: Heiliges Römisches Reich, Fürstentum Nassau-Dillenburg, Amt Hadamar
- 1743–1806: Heiliges Römisches Reich, Grafen von Nassau-Diez als Teil des Fürstentums Nassau-Oranien, Amt Hadamar
- 1806–1813: Großherzogtum Berg,[Anm. 2] Département Sieg, Arrondissement Dillenburg, Kanton Hadamar
- 1813–1815: Fürstentum Nassau-Oranien, Amt Hadamar
- ab 1816: Herzogtum Nassau,[Anm. 3] Amt Hadamar
- ab 1849: Herzogtum Nassau, Kreisamt Hadamar[Anm. 4]
- ab 1854: Herzogtum Nassau, Amt Hadamar
- ab 1867: Königreich Preußen,[Anm. 5] Provinz Hessen-Nassau, Regierungsbezirk Wiesbaden, Oberlahnkreis[Anm. 6]
- ab 1871: Deutsches Reich, Königreich Preußen, Provinz Hessen-Nassau, Regierungsbezirk Wiesbaden, Oberlahnkreis
- ab 1886: Deutsches Reich, Königreich Preußen, Provinz Hessen-Nassau, Regierungsbezirk Wiesbaden, Kreis Limburg
- ab 1918: Deutsches Reich (Weimarer Republik), Freistaat Preußen, Provinz Hessen-Nassau, Regierungsbezirk Wiesbaden, Kreis Limburg
- ab 1944: Deutsches Reich, Freistaat Preußen, Provinz Nassau, Kreis Limburg
- ab 1945: Amerikanische Besatzungszone,[Anm. 7] Groß-Hessen, Regierungsbezirk Wiesbaden, Kreis Limburg
- ab 1946: Amerikanische Besatzungszone, Hessen, Regierungsbezirk Wiesbaden, Landkreis Limburg
- ab 1949: Bundesrepublik Deutschland, Hessen, Regierungsbezirk Wiesbaden, Landkreis Limburg
- ab 1968: Bundesrepublik Deutschland, Hessen, Regierungsbezirk Darmstadt, Landkreis Limburg
- ab 1972: Bundesrepublik Deutschland, Hessen, Regierungsbezirk Darmstadt, Landkreis Limburg, Stadt Hadamar[Anm. 8]
- ab 1974: Bundesrepublik Deutschland, Hessen, Regierungsbezirk Darmstadt, Landkreis Limburg-Weilburg, Stadt Hadamar
- ab 1981: Bundesrepublik Deutschland, Hessen, Regierungsbezirk Gießen, Landkreis Limburg-Weilburg, Stadt Hadamar

## Bevölkerung
Einwohnerstruktur 2011
Nach den Erhebungen des Zensus 2011 lebten am Stichtag, dem 9. Mai 2011, in Oberzeuzheim 1125 Einwohner. Darunter waren 36 (3,2 %) Ausländer.
Nach dem Lebensalter waren 213 Einwohner unter 18 Jahren, 438 zwischen 18 und 49, 252 zwischen 50 und 64 und 222 Einwohner waren älter. Die Einwohner lebten in 474 Haushalten. Davon waren 114 Singlehaushalte, 141 Paare ohne Kinder und 147 Paare mit Kindern, sowie 54 Alleinerziehende und 15 Wohngemeinschaften. In 99 Haushalten lebten ausschließlich Senioren und in 321 Haushaltungen lebten keine Senioren.
Einwohnerentwicklung
| Oberzeuzheim: Einwohnerzahlen von 1834 bis 2019 | Oberzeuzheim: Einwohnerzahlen von 1834 bis 2019 | Oberzeuzheim: Einwohnerzahlen von 1834 bis 2019 | Oberzeuzheim: Einwohnerzahlen von 1834 bis 2019 | Oberzeuzheim: Einwohnerzahlen von 1834 bis 2019 |
| --- | ----------------------------------------------- | ----------------------------------------------- | ----------------------------------------------- | ----------------------------------------------- |
| Jahr |                                                 |                                                 |                                                 | Einwohner                                       |
| 1834 | 1834                                            |                                                 | 473                                             | 473                                             |
| 1840 | 1840                                            |                                                 | 504                                             | 504                                             |
| 1846 | 1846                                            |                                                 | 608                                             | 608                                             |
| 1852 | 1852                                            |                                                 | 650                                             | 650                                             |
| 1858 | 1858                                            |                                                 | 680                                             | 680                                             |
| 1864 | 1864                                            |                                                 | 657                                             | 657                                             |
| 1871 | 1871                                            |                                                 | 679                                             | 679                                             |
| 1875 | 1875                                            |                                                 | 694                                             | 694                                             |
| 1885 | 1885                                            |                                                 | 694                                             | 694                                             |
| 1895 | 1895                                            |                                                 | 670                                             | 670                                             |
| 1905 | 1905                                            |                                                 | 651                                             | 651                                             |
| 1910 | 1910                                            |                                                 | 673                                             | 673                                             |
| 1925 | 1925                                            |                                                 | 724                                             | 724                                             |
| 1939 | 1939                                            |                                                 | 695                                             | 695                                             |
| 1946 | 1946                                            |                                                 | 876                                             | 876                                             |
| 1950 | 1950                                            |                                                 | 899                                             | 899                                             |
| 1956 | 1956                                            |                                                 | 935                                             | 935                                             |
| 1961 | 1961                                            |                                                 | 1.021                                           | 1.021                                           |
| 1967 | 1967                                            |                                                 | 1.054                                           | 1.054                                           |
| 1970 | 1970                                            |                                                 | 1.107                                           | 1.107                                           |
| 1980 | 1980                                            |                                                 | ?                                               | ?                                               |
| 1990 | 1990                                            |                                                 | ?                                               | ?                                               |
| 2000 | 2000                                            |                                                 | ?                                               | ?                                               |
| 2011 | 2011                                            |                                                 | 1.125                                           | 1.125                                           |
| 2019 | 2019                                            |                                                 | 1.280                                           | 1.280                                           |
| Datenquelle: Historisches Gemeindeverzeichnis für Hessen: Die Bevölkerung der Gemeinden 1834 bis 1967. Wiesbaden: Hessisches Statistisches Landesamt, 1968. Weitere Quellen: LAGIS; Gemeinde Hadamar; Zensus 2011 |                                                 |                                                 |                                                 |                                                 |

Historische Religionszugehörigkeit
| • 1885: | 009 evangelische (= 1,30 %), 685 katholische (= 98,70 %) Einwohner  |
| • 1961: | 115 evangelische (= 11,26 %), 900 katholische (= 88,15 %) Einwohner |

## Politik
Für den Stadtteil Oberzeuzheim besteht ein Ortsbezirk (Gebiete der ehemaligen Gemeinde Oberzeuzheim) mit Ortsbeirat und Ortsvorsteher nach der Hessischen Gemeindeordnung.
Der Ortsbeirat Oberzeuzheim besteht aus fünf Mitgliedern. Bei den Kommunalwahlen in Hessen 2021 betrug die Wahlbeteiligung zum Ortsbeirat 54,19 %. Dabei wurden gewählt: ein Mitglied der CDU, ein Mitglied des Bündnis 90/Die Grünen, zwei Mitglieder der „Freien Wählergemeinschaft Hadamar“ (FWG) und ein Mitglied der Liste „Wir für Hadamar“ (WfH). Der Ortsbeirat wählte Karin Stähler (FWG) zur Ortsvorsteherin.

## Sehenswürdigkeiten und Kultur

### Vereine
Oberzeuzheim verfügt über 14 Vereine, darunter ein Musikverein, der Sportverein, der Schützenverein, die Chorvereinigung, den Tischtennisverein sowie die im Jahr 1929 gegründete Freiwillige Feuerwehr Oberzeuzheim e. V. mit ihrer Jugendfeuerwehr (gegründet am 1. September 1975) und ihrer seit 1970 bestehenden Musikabteilung „Musikkameraden Oberzeuzheim“.

### Bauwerke

#### Ehemalige katholische Kirche

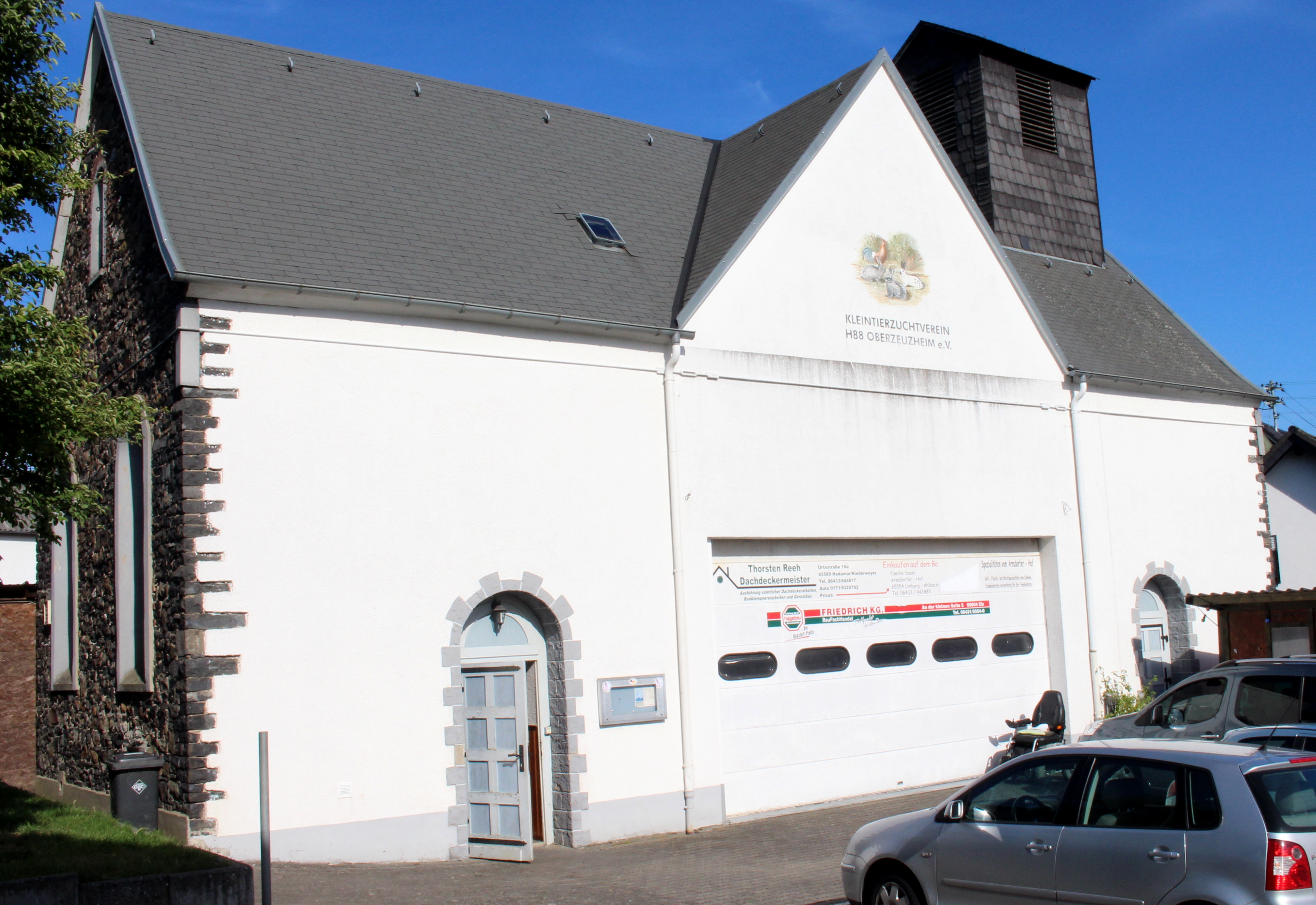
Heutiger Eingangsbereich der alten Kirche

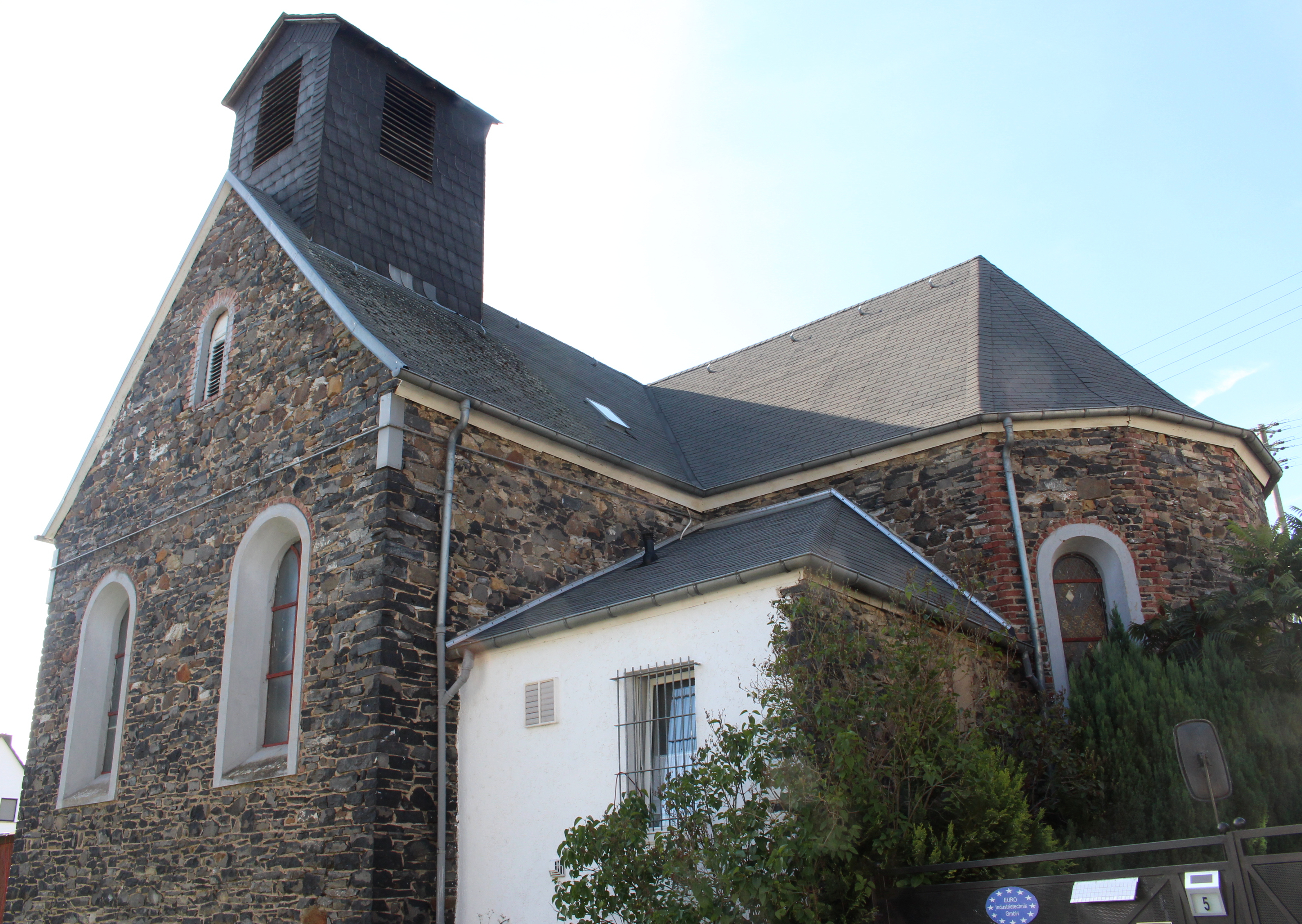
Apsis und Turm der alten Kirche von außen

Nach dem Kirchenneubau 1957 wurde das alte Gebäude im Ortskern zum Feuerwehrhaus umgewandelt. Heute wird das einstige Kirchengebäude von anderen Vereinen verwendet und ist kaum noch in ihrer ursprünglichen Nutzung zu erkennen. Der älteste Teil des Bruchsteingebäudes geht auf das 17. Jahrhundert zurück und wurde im Jahr 1922 erheblich umgebaut.

#### Schule

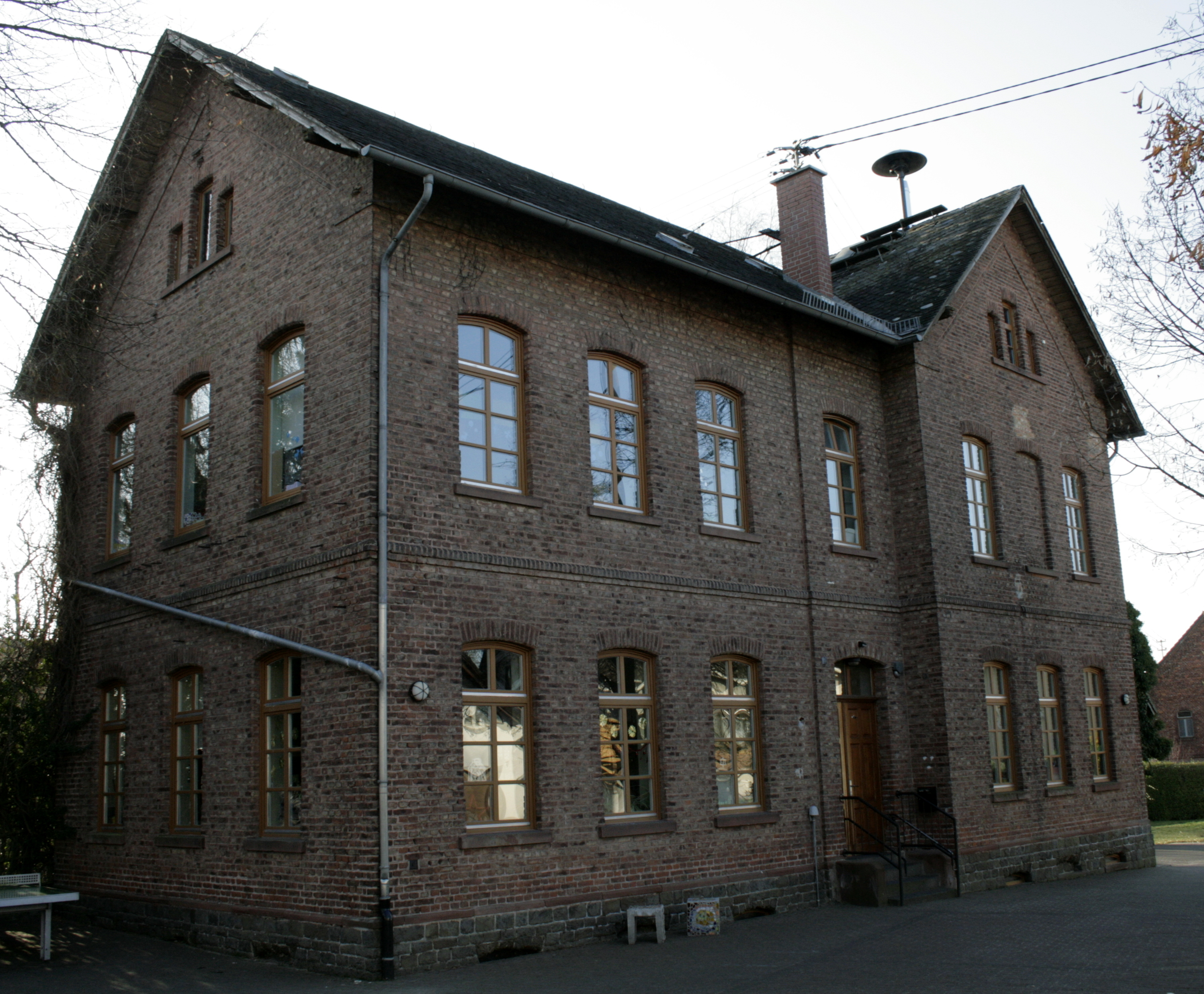
Grundschule

Das Backsteingebäude entstand 1876 als Volksschule. Segmentbögen über den Fenstern und Staffelfenster im Dachgeschoss schmücken den Bau. Der Natursteinsockel ist heute größtenteils vom nachträglich erhöhten Bodenniveau des Hofs verdeckt. Adresse: Siegener Straße 5

#### Maria-Hilf-Kapelle

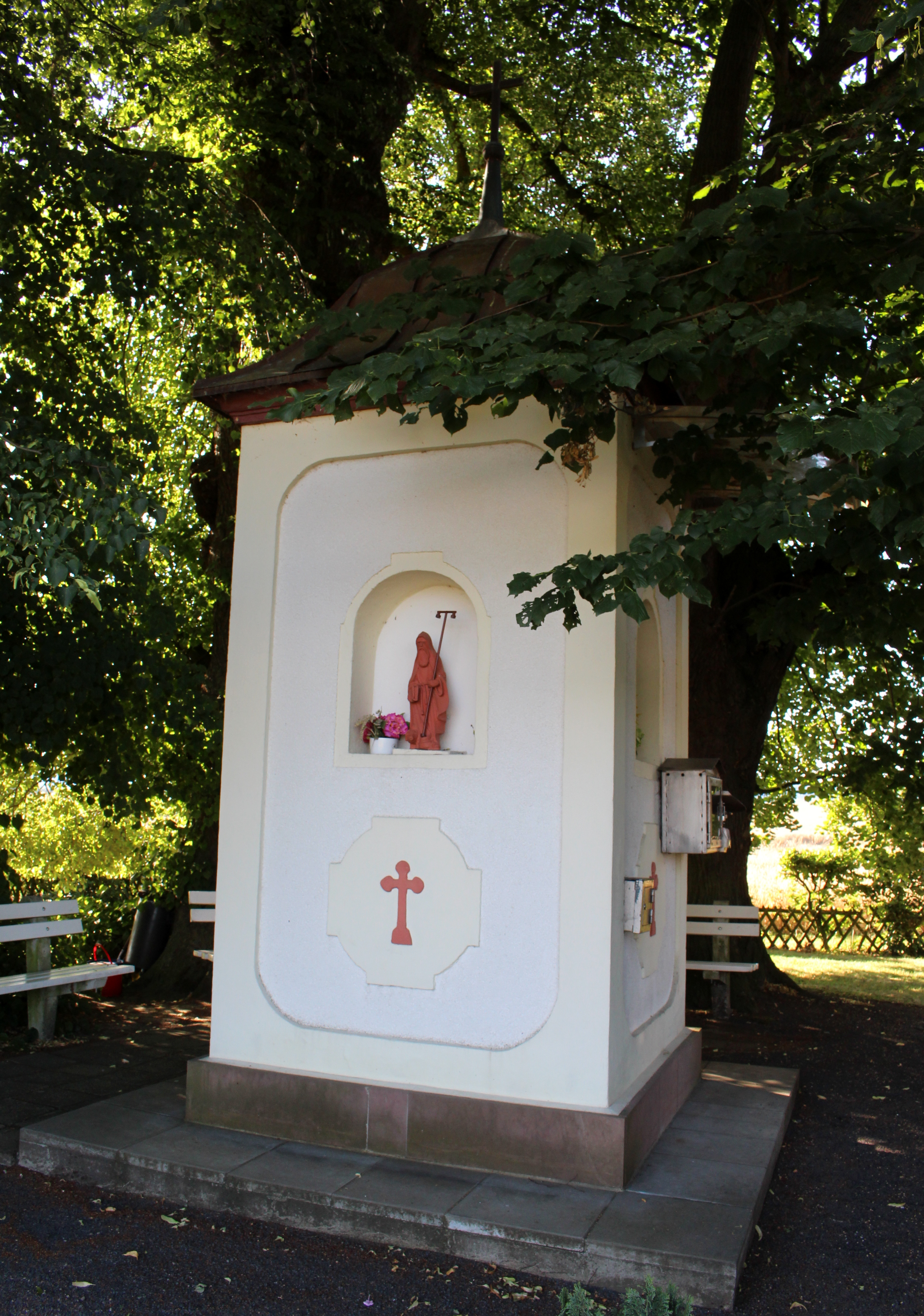
Bildstock Maria Hilf

Dieser besonders große Bildstock ist nordwestlich des Orts auf einer weithin sichtbaren Kuppe angelegt. Stifterin war laut einer Tafel 1757 die Familie May der benachbarten Hirsenmühle. Das Bruchsteinmauerwerk ist verputzt, die Haube in aufwändiger, geschweifter Form ausgeführt. Die Kreuzgruppe in der kleinen Bildkammer dürfte noch aus der Bauzeit stammen. Ursprünglich war der Bildstock von sieben Linden umstanden, von denen heute nur noch vier vorhanden sind.
Verschiedene Legenden ranken sich um die Wallfahrtsstätte. So soll der Müller Johann May sie ursprünglich als Dank dafür errichtet haben, dass er in einer nebligen Nacht den Nachhauseweg gefunden hatte. Ein Bauer aus Salz, der später in den Besitz des Bildstocks kam, soll einige der Bäume gefällt haben und zur Strafe beim Abtransport der Holzes tödlich verunglückt sein. Darüber hinaus ist von Wunderheilungen nach Gebeten an der Wallfahrtsstätte die Rede. Unter anderem soll eine gelähmte Frau aus Heuchelheim geheilt worden sein. Darauf seien ihre Krücken in einer Nische des Bildstocks aufbewahrt worden. Während des Zweiten Weltkriegs soll der Bildstock mutwillig beschädigt worden sein, wobei die Krücken zerstört wurden.

#### Friedensstraße 2

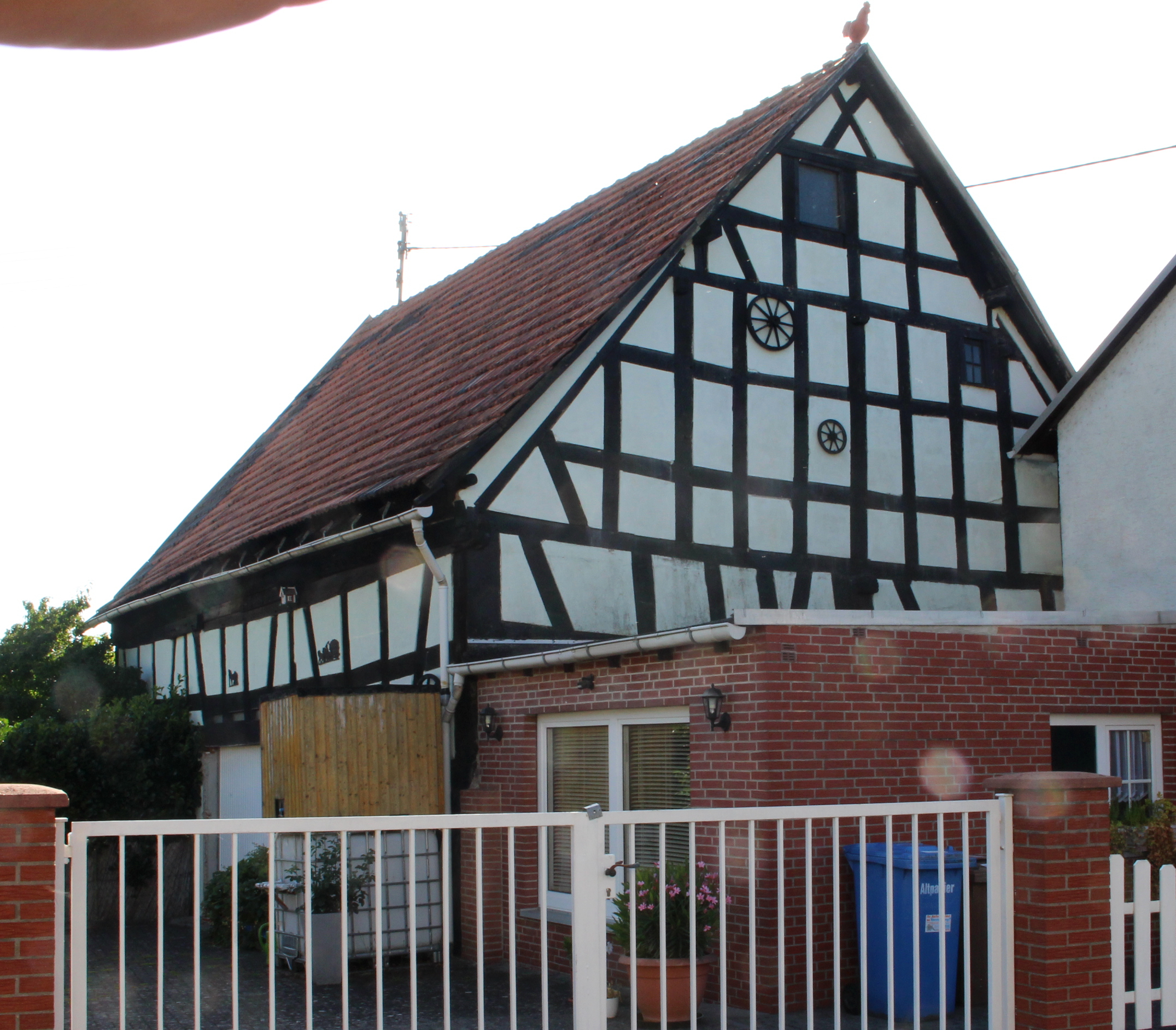
Ehemalige Scheune in der Friedensstraße

Die ehemalige Scheune aus dem 18. Jahrhundert sticht durch ihr besonders ebenmäßiges Fachwerk und die sehr große Dachfläche hervor. Es handelt sich um eine der letzten erhaltenen historischen Scheunen im Ort. Durch An- und Umbauten seit den 1980er Jahren wurde die Raumwirkung des Gebäudes stark verändert.

#### Kirchgasse 15

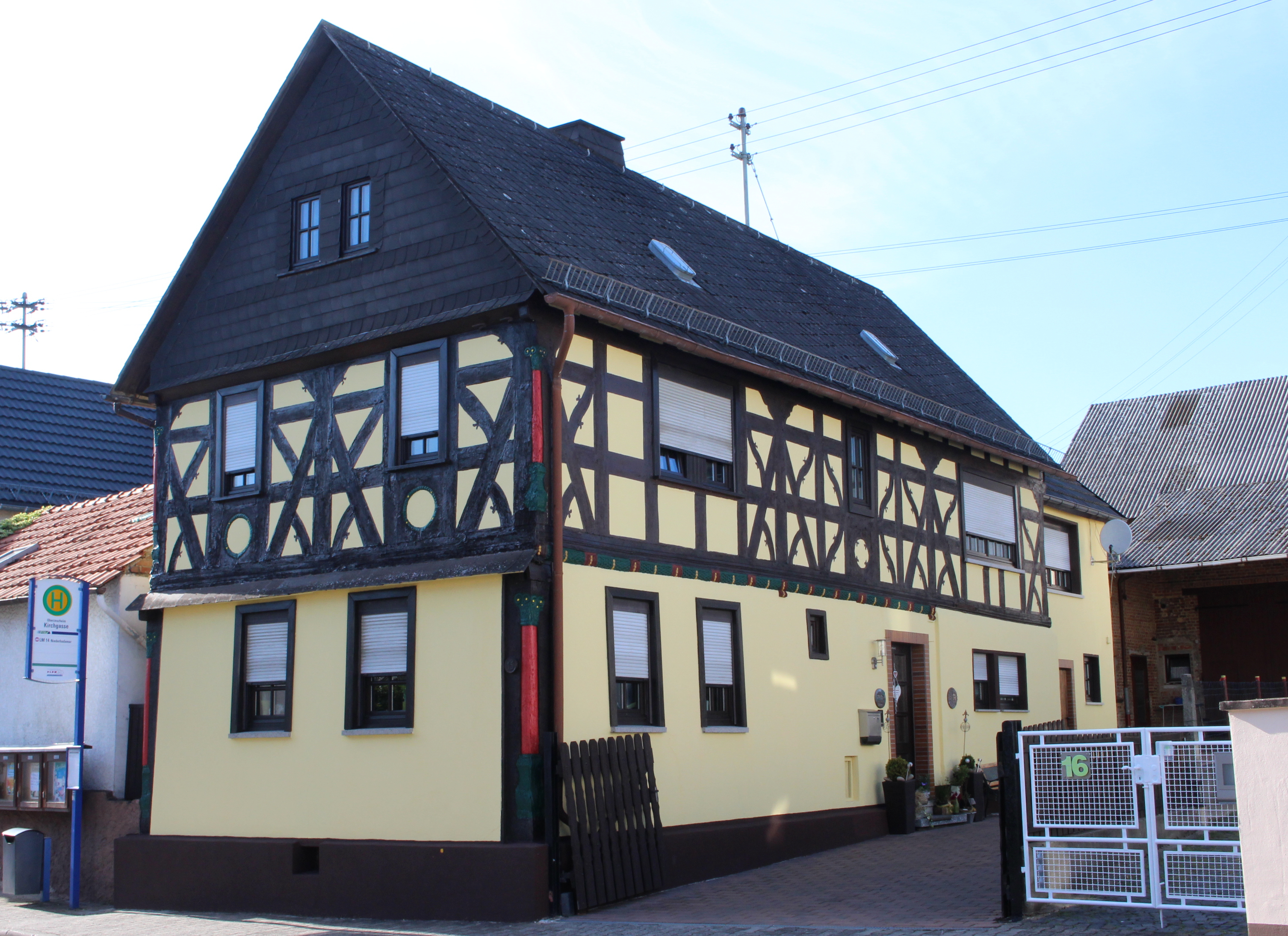
Kirchgasse 15

Das Fachwerk war ursprünglich sehr reich gestaltet und der Ern besonders hervorgehoben. In der Mitte des 20. Jahrhunderts wurden viele Details des Fachwerks zerstört. Dennoch handelt es sich auch heute noch um ein herausragendes Fachwerkhaus von Oberzeuzheim.

#### Kirchgasse 17

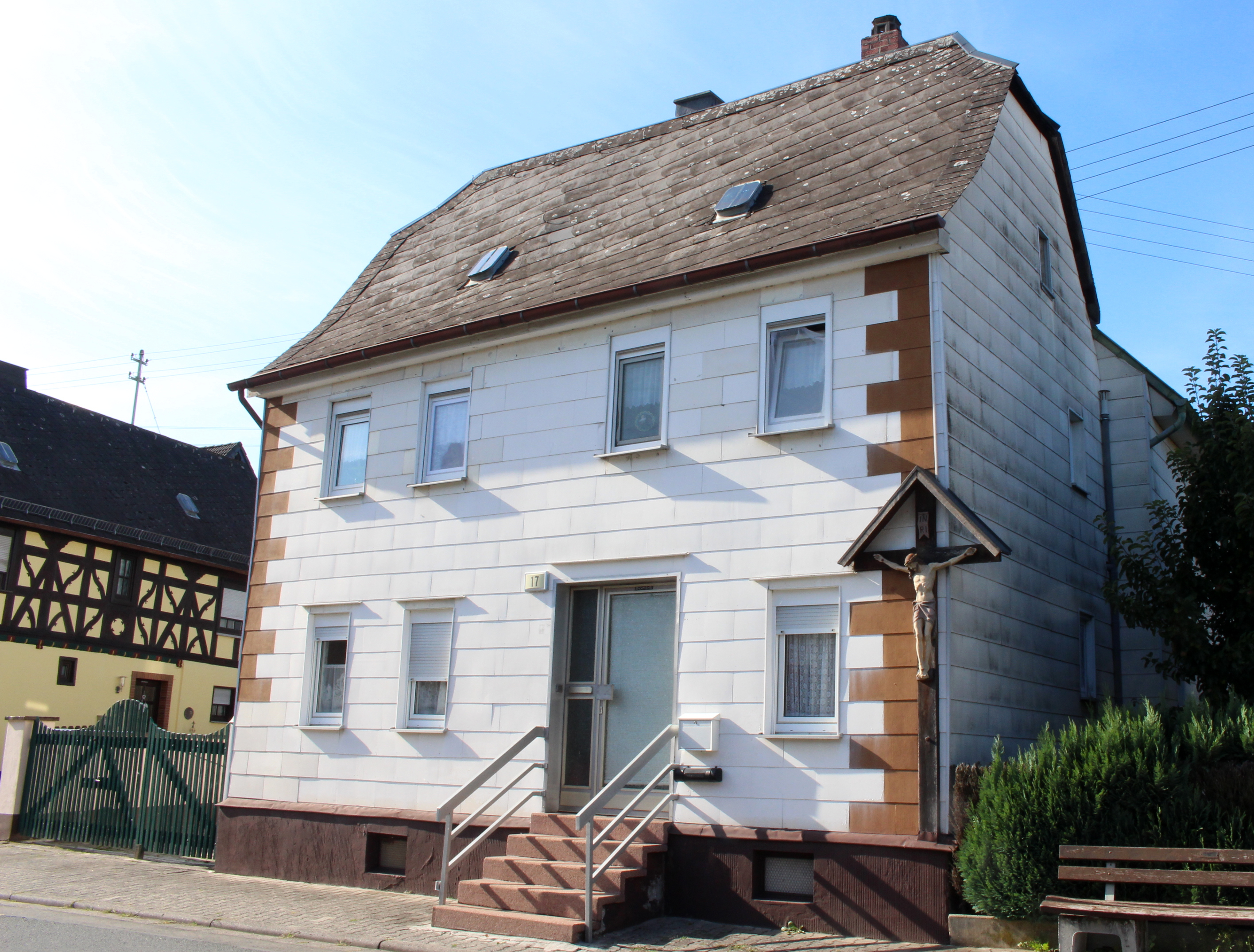
Kirchgasse 17

Das reiche Fachwerk dieses Hauses vom Anfang des 19. Jahrhunderts ist ebenfalls durch Umbauarbeiten stark zerstört und heute insgesamt verdeckt. Durch das besonders hohe Krüppelwalmdach, die Position an der einstmals zentralen Straßenkurve des Orts und ein großes Kruzifix aus Lindenholz an der Hausecke bleibt es weiterhin markant.

#### Kirchgasse 22

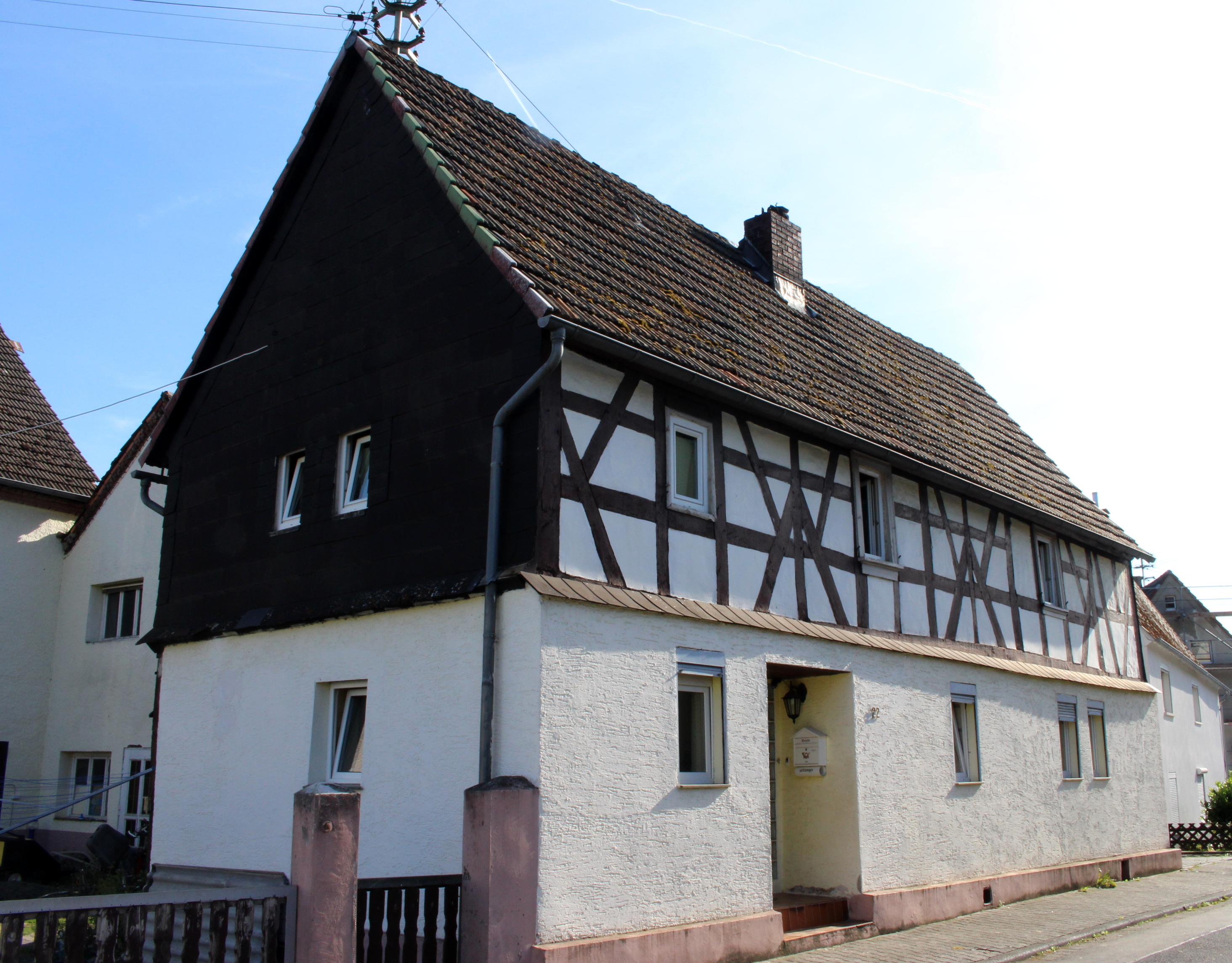
Kirchgasse 22

Der langgezogene Bau entstand um 1880 herum und zeigt im Obergeschoss noch sehr schlichtes, gleichförmiges Fachwerk mit etwas Schnitzwerk an den Ecken.

#### Mittelstraße 4

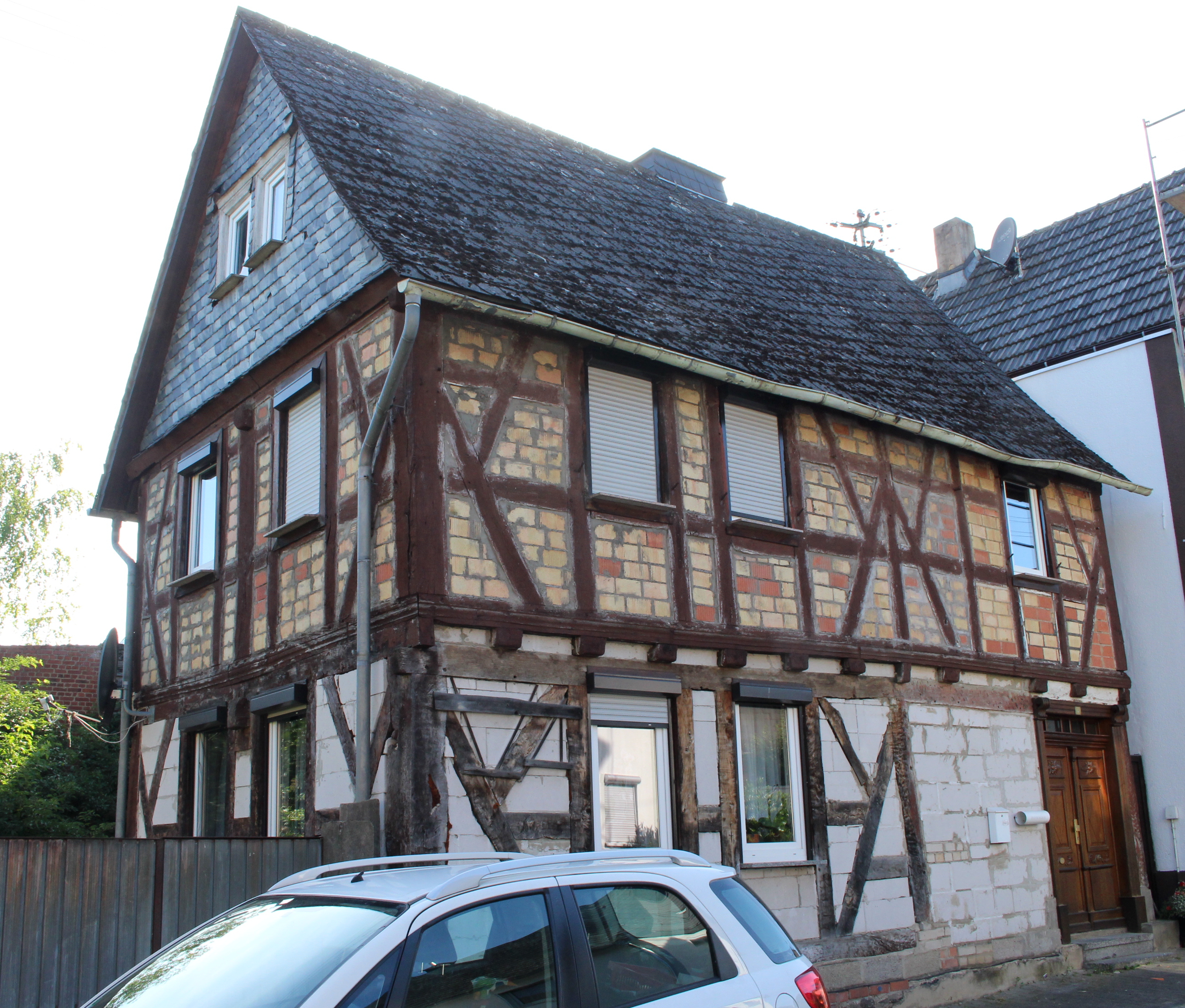
Mittelstraße 4

Das kleine Wohnhaus aus dem späten 18. Jahrhundert lässt Fachwerk mit einem hervorstechenden Profilband über dem Erdgeschoss und eine reich gestaltete Oberlichttür aus dem Biedermeier erkennen.

#### Mittelstraße 6
Im Obergeschoss des Hauses aus dem 18. Jahrhundert zeigt sich eine zweizonige Fachwerkkonstruktion. Deutlich hebt sich eine Erweiterung des 19. Jahrhunderts mit sehr stark vereinfachten Fachwerkformen ab.

#### Mittelstraße 9
Das Wohnhaus dieses Gehöfts ist das wertvollste Fachwerkhaus des Orts. Es stammt aus dem 18. Jahrhundert. Um 1900 herum wurde es zwar mit der gesamten Hofreite modernisiert, hat aber trotzdem einen Großteil des schmuckreichen, äußerst exakt angelegten, dreizonigen Fachwerks im Obergeschoss behalten. Auch die Scheune zeigt noch eine klare Fachwerkstruktur, deren Gefache mit Backsteinen gefüllt sind. Das an die Scheune angeschlossene ehemaligen Stallgebäude ist durch ein Zahnfries an der Traufe und hervorgehobene Giebelkanten geschmückt.

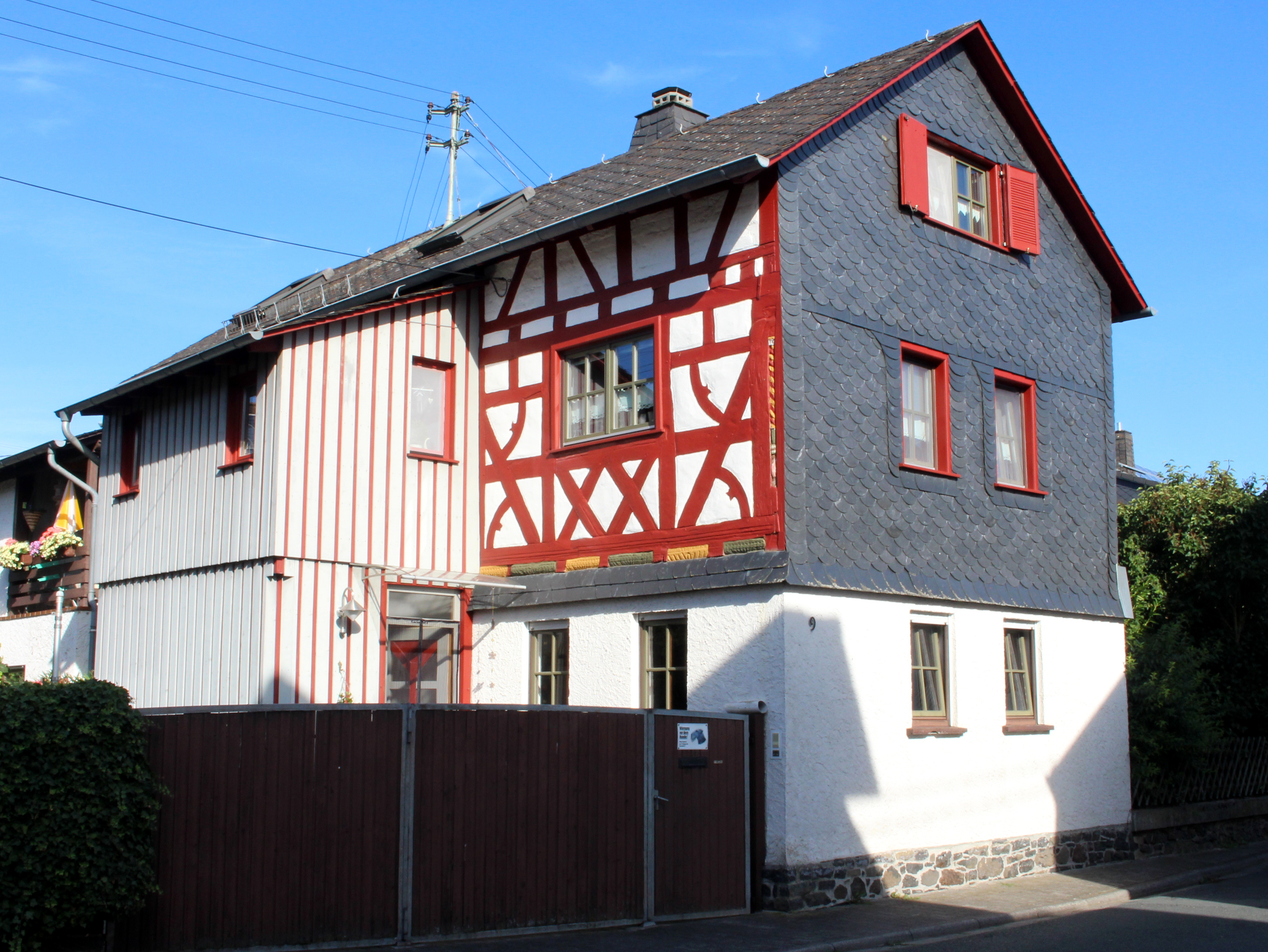
Wohnhaus des Gehöfts Mittelstraße  9
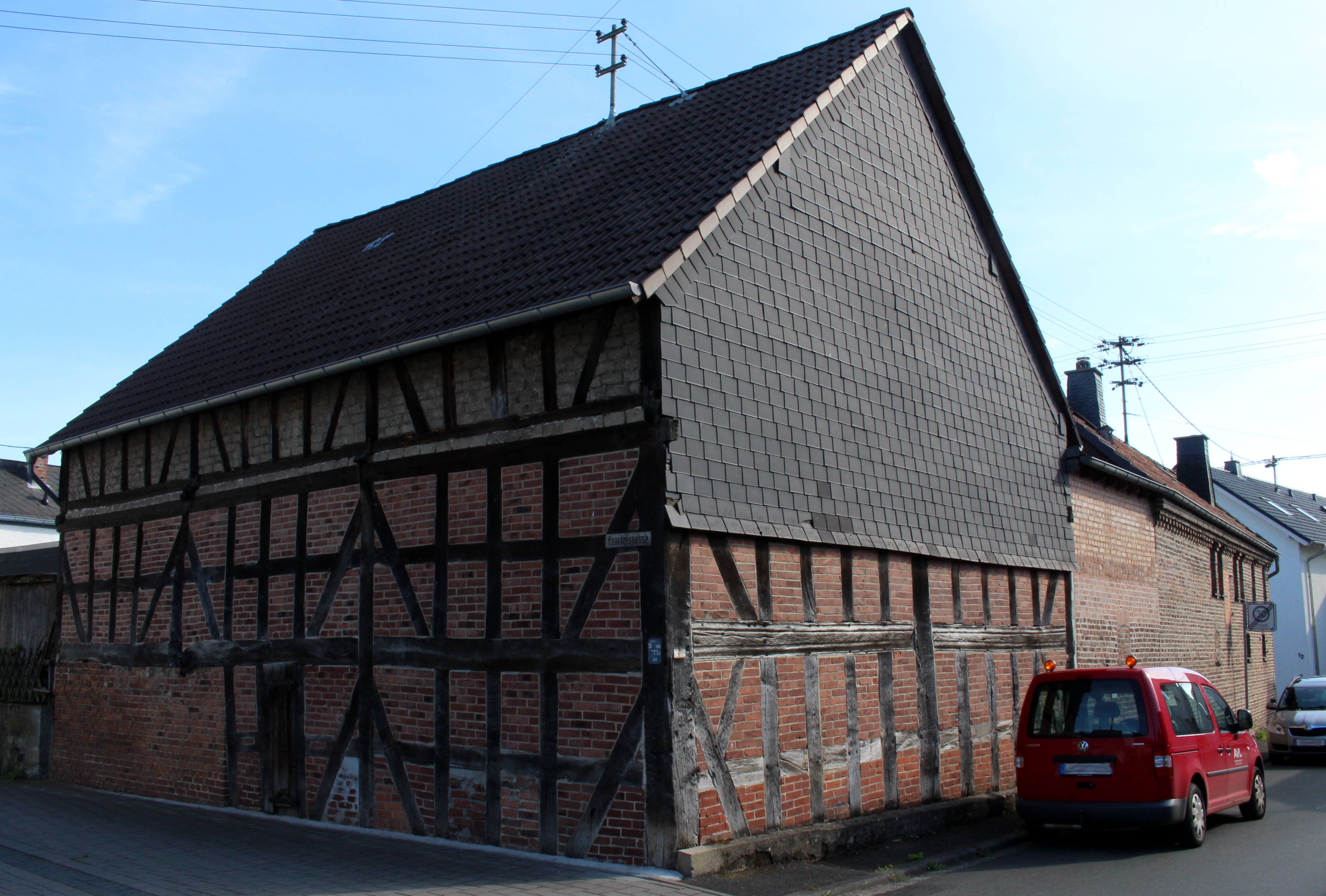
Fachwerkscheune, aus Nordosten gesehen
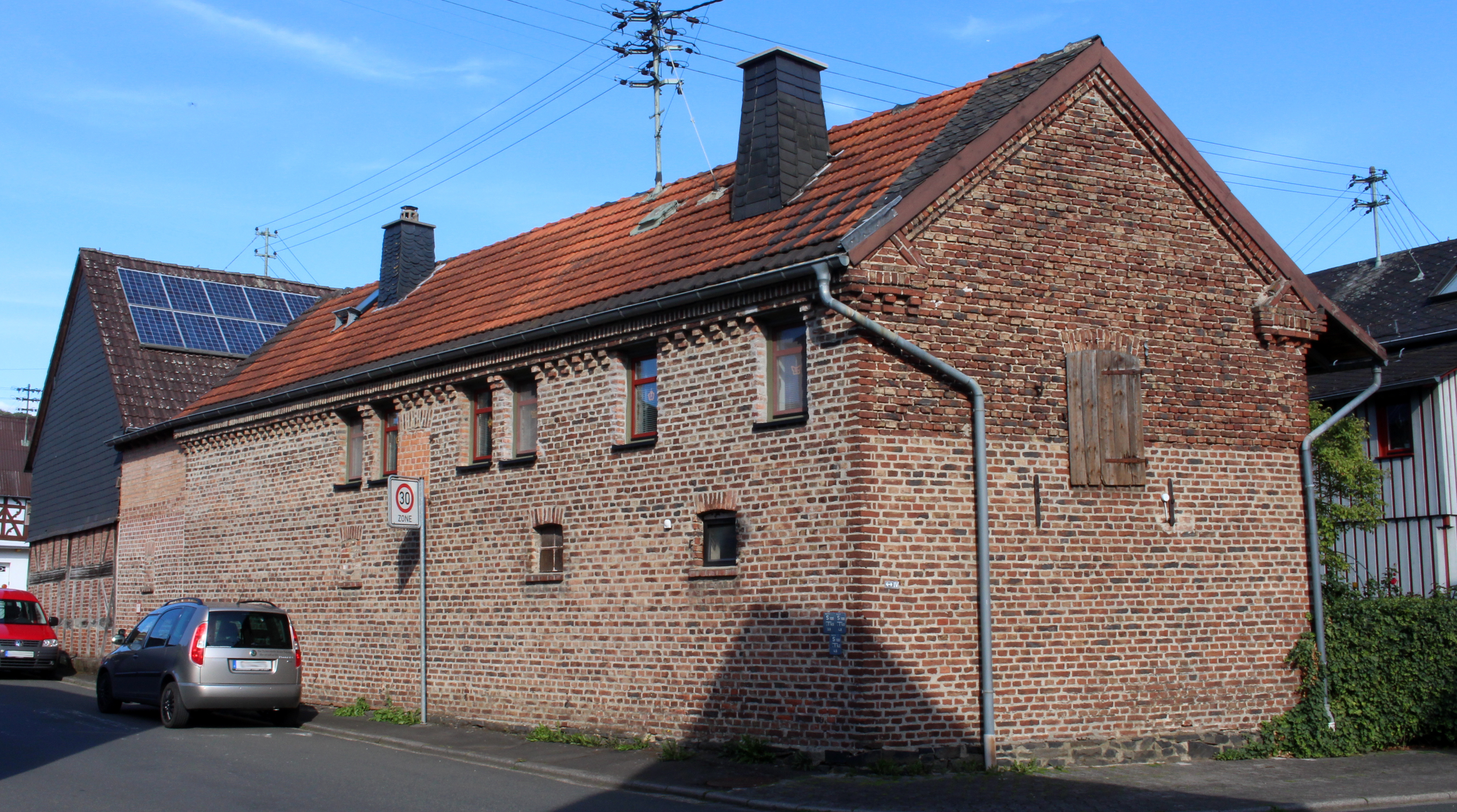
Ehemaliger Stall in Verlängerung der Scheune

#### Siegener Straße 7

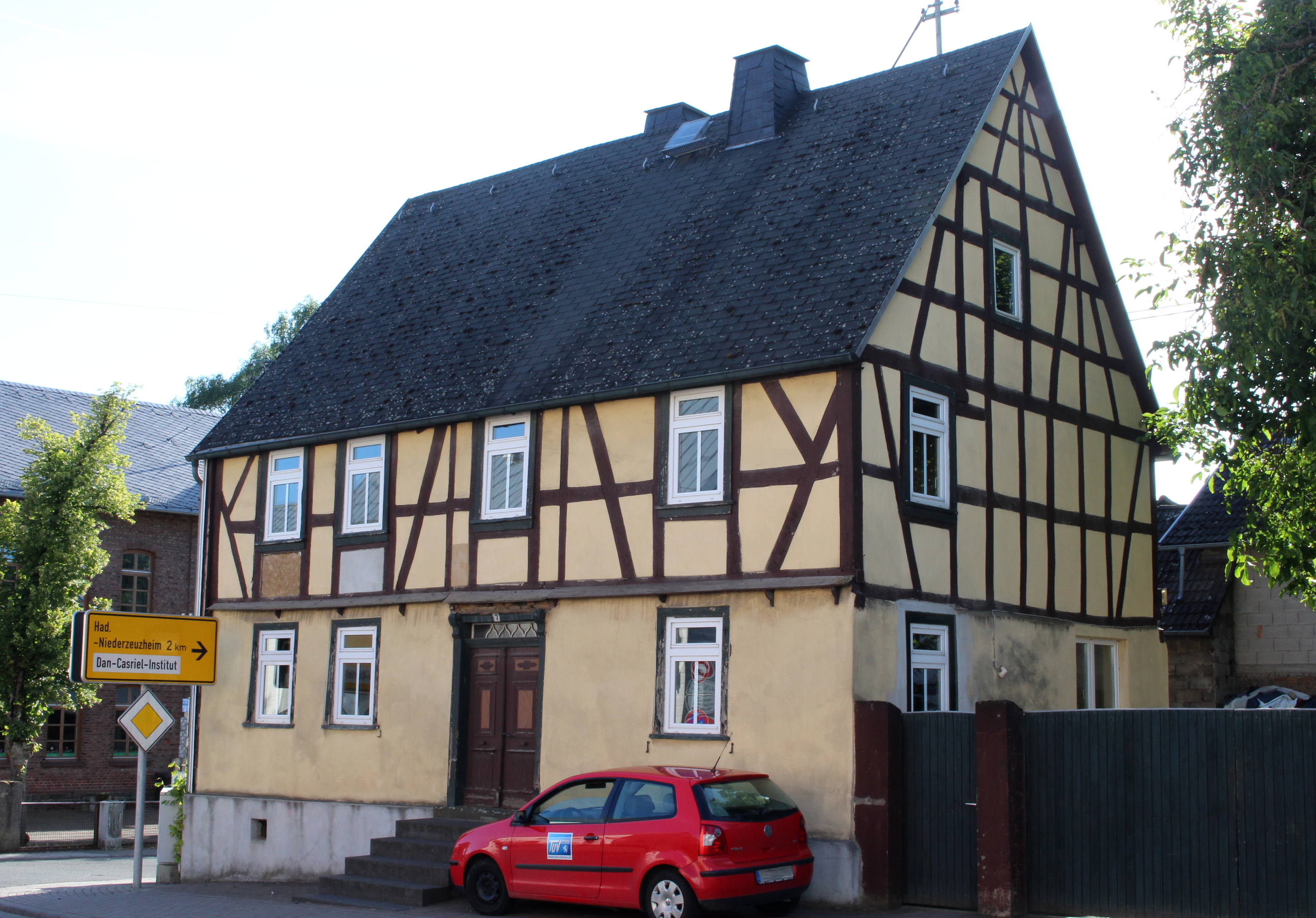
Siegener Straße 7

Am Obergeschoss dieses Gebäudes ist ein schlichtes Fachwerk erhalten. Augenfällig ist die deutlich über dem Straßenniveau liegende Oberlichttür mit vorgelagerter Treppe.

## Infrastruktur
Seit dem Jahr 1929 sorgt die Freiwillige Feuerwehr Oberzeuzheim (seit 1. September 1975 mit Jugendfeuerwehr) für den abwehrenden Brandschutz und die allgemeine Hilfe in diesem Ort.

## Söhne und Töchter des Ortes
- Johann Bausch (1788–1856), Schultheiß und Mitglied des Nassauischen Landtags
- Carl Clemens Hahn (1906–1967), erster deutscher Fernsehkoch und Erfinder des Toastes Hawaii.